# August Treboniu Laurian
August Treboniu Laurian (rzeczywiście: Augustin Trifan, ur. 17 lipca 1810 r. w Fofeldea, w okręgu Sybin – zm. 25 lutego 1881 r. w Bukareszcie) – rumuński językoznawca, historyk, publicysta, rewolucjonista, polityk.
Szkołę średnią ukończył w Sybinie. Później studiował filozofię na uniwersytecie w Klużu, a następnie fizykę, matematykę i astronomię w Wiedniu i w Getyndze. W latach 1842–1848 był profesorem w Kolegium św. Sawy w Bukareszcie (w 1864 r. przekształconym w Uniwersytet Bukareszteński), gdzie dał się poznać jako świetny pedagog. W Bukareszcie spotkał Nicolae Bălcescu, z którym od 1845 r. redagował pierwsze rumuńskie czasopismo historyczne (Magazin istoric pentru Dacia). W 1843 r. wstąpił do tajnej organizacji studenckiej Frăția. W 1848 r. był jednym z czołowych ideologów rumuńskich Wiosny Ludów w Siedmiogrodzie.
W swej pracy naukowej zajmował się zwłaszcza historią Rumunii i pochodzeniem Rumunów. Działał na rzecz rozwoju nauki w Rumunii. W 1867 r. był jednym z założycieli Rumuńskiego Towarzystwa Akademickiego (przekształconego w 1879 r. w Akademię Rumuńską), a następnie sekretarzem generalnym i przewodniczącym Towarzystwa oraz przewodniczącym jego Sekcji Literackiej (1867–1876).
W połowie XIX w. stał się czołowym przedstawicielem tzw. szkoły latynistycznej w historiografii rumuńskiej, która przyjmowała bezpośrednie pochodzenie Rumunów od Rzymian. Swoją Historię Rumunów (Istoria Românilor) rozpoczął więc od założenia Rzymu w 753 r. przed narodzeniem Chrystusa. Po upadku cesarstwa rzymskiego kontynuował historię ludów Rumunii stosując konsekwentnie rzymski system datowania Ab urbe condita (skrót: AUC), według którego np. Wiosna Ludów wypadła w 2601 r. AUC.
Starał się skodyfikować język rumuński w oparciu o starożytną łacinę stosując ortografię etymologiczną i oczyścić go z obcych naleciałości. Wynikiem tych działań był napisany wraz z Ioanem Massimem i wydany w latach 1871–1876 dwutomowy Słownik języka rumuńskiego (Dicționarul limbii române). Słownik ten został jednak poddany miażdżącej krytyce środowisk naukowych, zwłaszcza młodorumuńskich, i ostatecznie przyczynił się do upadku szkoły latynistycznej.